# Hippocampus jayakari
Cá ngựa Jayakar (Hippocampus jayakari) là một loài cá thuộc họ Syngnathidae. Nó được tìm thấy ở ở các đại dương xung quanh Israel, Oman, và Pakistan. Môi trường sống tự nhiên của chúng là các đáy nước bán thủy triều.

## Hình ảnh

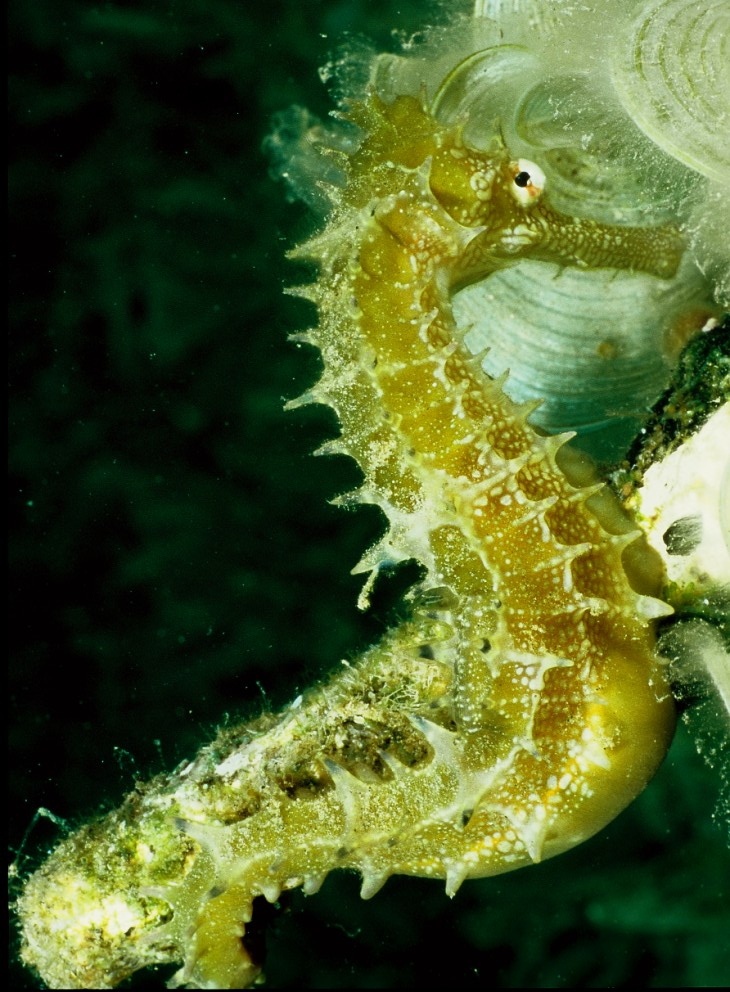
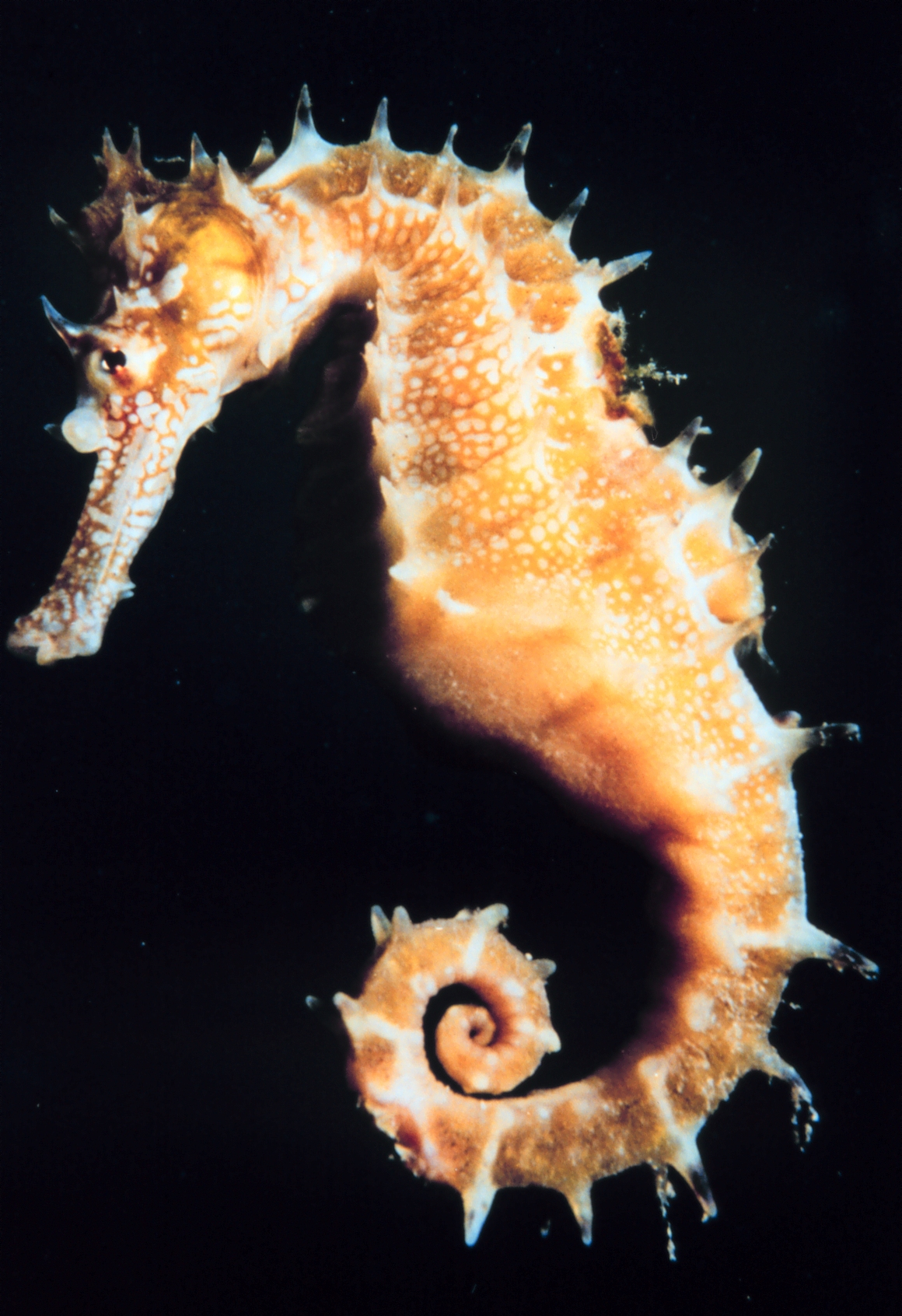